# Quid pro quo
Quid pro quo (от лат. Quid pro quo — «нечто за нечто») — фразеологизм, обычно используемый в английском языке в значении «услуга за услугу». В испанском, итальянском, португальском, французском языках используется другой, очень похожий по звучанию, но имеющий другое значение фразеологизм латинского происхождения — «Quiproquo».

## Этимология
Слово возникло с помощью лексико-семантического способа словообразования, путём сращения (после транслитерации лат. выражения quid pro quo в кви про кво) оборота в слово в начале 30-х годов XX в. Квипрокво по своему происхождению аналогично словам бомонд, игрек, сальто-мортале и т. п.: из французского i grec «и греческое», итальянского salto mortale «смертельное сальто», французского beau monde «прекрасный мир»).

## Применение
Выражение Quid pro quo используется в контексте транскрипции или переписывания данных текста. Не следует путать с Quiproquo, которое применяется в театральном контексте. Quid pro quo указывает на более или менее равный обмен услугами или товарами.
Фраза часто используется в современном английском языке, наряду с такими фразами как «a favor for a favor» (услуга за услугу), «what for what» (что за что), «give and take» (давать и брать), «tit for tat» (око за око), «this for that» (это за то), а также «you scratch my back, and I’ll scratch yours» (ты почеши мне спину, а я почешу твою). В английском языке обычно латинская фраза Quid pro quo означает do ut des (букв. я даю, чтобы вы могли дать). В русском языке используется выражение «баш на баш» (голова на голову, равный обмен).
Quid pro quo также является термином англосаксонского права, означающим эквивалентное встречное предоставление по возмездному договору. По общему праву встречное предоставление должно быть эквивалентным. В США суды некоторых штатов при неравноценности договора, могут признать его недействительным.
Также бывает квипрокво домогательств (Quid pro quo sexual harassment), которое предполагает сексуальные домогательства, просьбы о сексуальных услугах или другое поведение сексуального характера. В обмен предлагается благоприятная обстановка в учёбе или на работе, или же положительное решение каких-либо проблем (наём, продвижение по службе, увеличение заработной платы, помощь в работе школы и т. д.). Данные случаи включают практические действия, которые негативно влияют либо на условия труда или на академическую успеваемость[уточнить].
В драматургии квипрокво от другого созвучного Qui pro quo — ситуация недоразумения, когда одно лицо, вещь, понятие принято за другое (например, в романе Марка Твена «Принц и нищий» нищий Том Кенти принят за принца Эдуарда, и наоборот).

## В массовой культуре
Фраза была произнесена Ганнибалом Лектером в исполнении Энтони Хопкинса в фильме «Молчание ягнят».